# Beloved (쥬얼리의 음반)
《Beloved》는 대한민국의 걸 그룹 쥬얼리의 3번째 정규 앨범이다. 2003년 7월 3일 발매되었다.

## 수록곡
1. Be My Love
2. TITLE 니가 참 좋아
3. 바보야
4. 사랑이란 이유로
5. Fantasy
6. Amore (아름다운 이별)
7. 고백
8. So Long
9. 유혹
10. 끝
11. Dear My Heart
12. My Life

## 같이 보기
- 박정아 (연예인)
- 서인영